# What Have I Done to Deserve This?
Singles de Pet Shop Boys avec Dusty Springfield
It's a Sin
(1987) Rent
(1987)
Singles par Dusty Springfield
Something in Your Eyes
(1987) Nothing Has Been Proved
(1989)
What Have I Done to Deserve This? est une chanson enregistrée par le duo britannique Pet Shop Boys avec la chanteuse Dusty Springfield. Elle est incluse dans le deuxième album studio des Pet Shop Boys, Actually, paru le 7 septembre 1987.
Le 10 août 1987, quatre semaines avant la sortie de l'album, la chanson a été publiée en single. C'était le deuxième single tiré de cet album.
Le single a atteint la 2e place au Royaume-Uni.